# Addiator

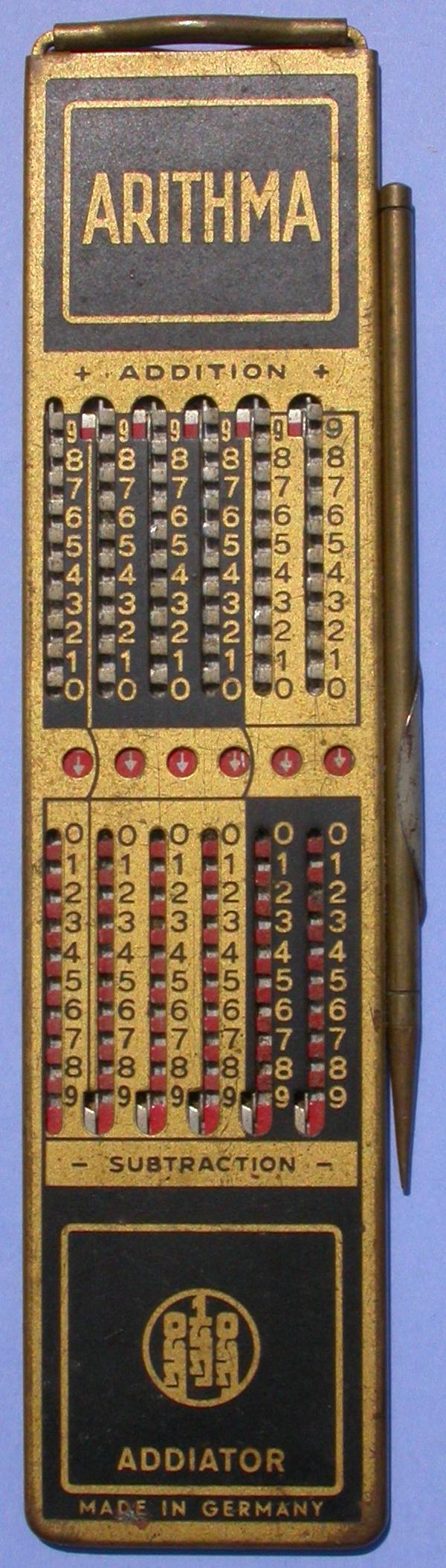
Addiator

Addiator var en kommersiell mekanisk räkneapparat som tillverkades av företaget Addiator Gesellschaft, Berlin, under 1900-talet. Med apparaten kunde de aritmetiska operationerna addition och subtraktion utföras. Apparaten bestod av några rörliga metallinjaler som kunde föras upp och ned inne i ett plant metallhölje. Med hjälp av en stålpenna kunde man via höljets springor och perforationer i linjalerna föra dessa i önskad riktning så att förflyttningen motsvarade det önskade talvärdet och sedan avläsa resultatet. Basutförandet kom att tillverkas i ett flertal varianter under ett halvt sekel. Tillverkningen skedde från 1920 till 1982. Några av modellerna var gjorda för att kunna räkna med andra talbaser än decimal, till exempel det anglosaxiska myntsystemet och beräkningar av longituder eller tidsberäkningar i timmar. På några av modellerna utfördes summering på en sida och subtraktion på den andra.

## Historia
Instrumentet har en föregångare i en uppfinning av De Caze 1720, som nu kan återfinnas i parismuseet Conservatoire des Arts et Métiers. Problemet med överföring av minnessiffran till följande kolumn var inte löst, ett problem som sedan löstes enkelt och effektivt av Kummers räkneapparater 1847 (av vilka Conservatoriet också har ett exempel av) och Troncets 1889. Den senare fick namnet artimographe eller aritmógrafo och blev mycket populär och inspirerade till ett antal kommersiella produkter, av vilka kanske Addiator blev den mest kända.
Olika tillverkare av räknestickor för skolbruk kommersialiserade under andra hälften av 1900-talet några hybrider av räknestickor ihop med en Addiator, som var fastmonterad på baksidan, med den vackra tanken att det skulle utgöra ett matematiskt verktyg som skulle kunna hantera alla de fyra räknesätten.

## Beskrivning
Addiator är en lätt och behändig apparat, utan tvekan avsedd att medföras i fickan. Såväl höljet som stållinjalerna är av tunn metallplåt, i allmänhet aluminium, och måtten på en apparat som visas i figuren (tillhörande serien ”Arithma”) är ungefär 160 x 40 x 8 mm.
Fronten uppvisar en serie vertikala dubbla slitsar. Varje par (bildade av en övre och en undre hälft) motsvarade en decimal position för de tal som skulle hanteras. Genom varje slits kunde man se de numeriska motsvarigheterna på linjalen, som också kunde föras upp och ner genom att använda spetsen av en stålpenna som medföljde apparaten, eller spetsen av en penna och annat lämpligt föremål som passade i hålen i linjalens vänstra del. Slitsarna upptog halva den centrala delen av apparaten, medan de övre och undre fjärdedelarna inte var perforerade. De senare hade normalt kommersiella texter eller annonsen, men ibland fanns data som hörde till den typ av beräkningar som apparaten var avsedd för (konstanter, omvandlingsfaktorer, etcetera). Längs den centrala linjen fanns några cirkulära hål, ett per kolumn (position), genom vilket man kunde se en siffra, graverad i motsvarande linjal. I den övre änden av de övre slitsarna, och den undre änden av de undre slitsarna slutade dessa i en krok, så att när man nådde dem utförde stålpennan en liten rörelse åt vänster. Denna enkla rörelse transporterade över minnessiffran till den följande kolumnen.
Såväl fronten på höljet som linjalerna var märkta med siffror, linjer och zoner av olika färg, med olika vikt och betydelse. De tryckta talen på högra sidan av spalterna var betydelsefulla, vilket man omedelbart upptäcker när man försöker hantera apparaten. Lika viktiga är dock inte linjerna och bakgrundsfärgerna som normalt avgränsar frontens tre zoner, vilka den första motsvarar tusental, den andra hundratal, tiotal och ental, och den tredje två decimaler, i en modell med sex kolumner som den i figuren. De är bara som hjälp för att lokalisera platsen för de sifferspalter man antog skulle användas mest. Linjalerna i sin tur hade två färgade avgränsade zoner, som också var av stor betydelse vid användningen av apparaten.
I den övre delen fanns det en horisontell metallstång. Drog man i denna flyttades en löpare som placerade alla linjalerna i utgångsposition, en position då alla de centrala hålen visade värdet noll. Stången fördes sedan tillbaka till sin viloposition.

## Handhavande
Från denna utgångsposition, nödvändig för att påbörja en ny operation, kan man börja med att föra in siffrorna för talen genom att summera eller subtrahera. De positiva termerna förs in i de övre slitsarna och de negativa i de undre, zoner som är märkta med "Addition” respektive "Subtraktion". Förutom denna detalj, är operationssättet det samma hela tiden. Talvärdena läggs in det ena efter det andra, och varje tal siffra för siffra. Det mest bekväma är att göra det i den ordning man skriver, det vill säga, genom att börja med vänstra siffran och sedan gå åt höger. För detta för man in stålpennan i hålet i motsvarande slits (säg den fjärde om talet har fyra siffror) som är markerad med samma siffra som första i talet; om bakgrunden på linjalen är metallfärgad flyttar man pennan mot den centrala linjen (det vill säga, nedåt om talet är positivt, eller uppåt om det är negativt och då arbetar man konsekvent i den undre zonen). Om stålpennan sticks in i ett hål omgivet av röd färg (vilket bara kan hända vid inläggandet av flera siffror), måste pennan föras i motsatt riktning, det vill säga, uppåt om man arbetar i den övre zonen och nedåt om man arbetar i den undre, på så sätt att spetsen slutar genom att röra sig i en halvcirkel i slitsen slut.
I samtliga fall måste spetsen röras tills den har nått motsvarande ände i slitsen, ett moment då det centrala hålet visar den inmatade siffran (eller värdet som motsvarar ett mellanresultat i fallet av successiv inmatning). Man fortsätter på samma sätt med nästa kolumn, genom att föra in den andra siffran, och på samma sätt med minustalen. Fortsättningsvis, och utan att ändra positionerna på linjalerna, upprepar man stegen för vart och ett av talen, beroende på dess tecken. När man har fört in den sista siffran på det sista talet, kan man avläsa resultatet längs den centrala linjen (som naturligtvis även har visat mellanresultaten).
Om man gör ett fel med den riktningen man skulle ha fört pennspetsen beroende på utseendet av det hål där spetsen befinner sig, så blir apparaten blockerad och man kan inte föra pennan till slitsens ände. Lösningen är enkel: utan att lyfta spetsen för man den i motsatt riktning tills den kommer till den motstående änden av slitsen.

## Addiator Duplex
| Additionssidan | Subtraktionssidan | Medföljande läderetui |

Denna Addiator Duplex har addition på ena sidan och subtraktion på den andra. Maskinen vänds i vertikal led, och arbetsriktningen vid addition och subtraktion blir därför den samma. Högst upp på additionssidan (=längst ned på subtraktionssidan) finns den bygel som används för att nollställa maskinen. Bygeln dras ut och alla "linjalerna" hamnar då i utgångsposition.
Som jämförelse visas här en enklare apparat av märket Produx (Produx Standard), gjord av tunn plåt. Nollställningsbygel saknas och nollställningen sker genom att ställa maskinen på högkant varvid linjalerna nollställs. Arbetsriktningen blir i detta fall olika för de två räknesätten, på samma sätt som för Arithmaversionen överst i artikeln.